# Johnny Herrera
Johnny Cristián Herrera Muñoz (Angol, 9 mei 1981) is een Chileens voetballer die als doelman speelt. Hij verruilde Audax Italiano in 2011 voor Club Universidad de Chile, waarvoor hij ook van 1999 tot en met 2005 uitkwam. Herrera debuteerde in 2002 in het Chileens voetbalelftal.

## Clubcarrière
Herrera debuteerde in 1999 in het betaald voetbal als speler van Club Universidad de Chile, waar hij doorstroomde vanuit de jeugd. Na enkele seizoenen besloot hij een contract te tekenen bij Corinthians. Na een drietal seizoenen bij Everton en Audax Italiano keerde hij in 2011 terug naar zijn eerste profclub.

## Interlandcarrière
Herrera debuteerde in 2002 in het Chileens voetbalelftal, tijdens een oefeninterland tegen Turkije. Bondscoach Jorge Sampaoli nam hem mee naar het WK 2014 in Brazilië, als reservedoelman achter Claudio Bravo. Hij kwam zelf tijdens het toernooi niet in actie. Herrera maakte ook deel uit van de Chileense selecties voor de Copa América 2015 en Copa América Centenario, die zijn landgenoten en hij allebei wonnen. Ook op deze toernooien keepte Bravo alle wedstrijden.
| Interlands van Johnny Herrera voor Chili | Interlands van Johnny Herrera voor Chili | Interlands van Johnny Herrera voor Chili | Interlands van Johnny Herrera voor Chili | Interlands van Johnny Herrera voor Chili | Interlands van Johnny Herrera voor Chili |
| №                                        | Datum                                    | Wedstrijd                                | Uitslag                                  | Competitie                               | Goals                                    |
| Als speler van Club Universidad de Chile | Als speler van Club Universidad de Chile | Als speler van Club Universidad de Chile | Als speler van Club Universidad de Chile | Als speler van Club Universidad de Chile | Als speler van Club Universidad de Chile |
| ---------------------------------------- | ---------------------------------------- | ---------------------------------------- | ---------------------------------------- | ---------------------------------------- | ---------------------------------------- |
| 1                                        | 17 april 2002                            | Turkije – Chili                          | 2 – 0                                    | Vriendschappelijk                        | 0                                        |
| 2                                        | 18 augustus 2005                         | Peru – Chili                             | 3 – 1                                    | Vriendschappelijk                        | 0                                        |
| 3                                        | 15 januari 2013                          | Chili – Senegal                          | 2 – 1                                    | Vriendschappelijk                        | 0                                        |
| 4                                        | 20 januari 2013                          | Chili – Haïti                            | 3 – 0                                    | Vriendschappelijk                        | 0                                        |
| 5                                        | 24 april 2013                            | Brazilië – Chili                         | 2 – 2                                    | Vriendschappelijk                        | 0                                        |
| 6                                        | 22 januari 2014                          | Chili – Costa Rica                       | 4 – 0                                    | Vriendschappelijk                        | 0                                        |
| 7                                        | 8 juni 2014                              | Duitsland – Chili                        | 1 – 0                                    | Vriendschappelijk                        | 0                                        |

## Erelijst
| Competitie                |                           |                                                          |                           |                           |
| Competitie                | Aantal                    | Jaren                                                    |                           |                           |
| Club Universidad de Chile | Club Universidad de Chile | Club Universidad de Chile                                | Club Universidad de Chile | Club Universidad de Chile |
| ------------------------- | ------------------------- | -------------------------------------------------------- | ------------------------- | ------------------------- |
| Copa Sudamericana         | 1x                        | 2011                                                     |                           |                           |
| Primera División          | 7x                        | 1999, 2000 Apertura 2004, 2011, 2012, 2014 Clausura 2011 |                           |                           |
| Copa Chile                | 3x                        | 2000, 2012/13, 2015                                      |                           |                           |
| Supercopa de Chile        | 1x                        | Winnaar 2015                                             |                           |                           |
| Everton                   |                           |                                                          |                           |                           |
| Copa Chile                | 1x                        | Apertura 2008                                            |                           |                           |

| Competitie         | Winnaar | Winnaar    | Runner-up | Runner-up | Derde  | Derde |
| Competitie         | Aantal  | Jaren      | Aantal    | Jaren     | Aantal | Jaren |
| Chili              | Chili   | Chili      | Chili     | Chili     | Chili  | Chili |
| ------------------ | ------- | ---------- | --------- | --------- | ------ | ----- |
| Copa América       | 2×      | 2015, 2016 |           |           |        |       |
| Confederations Cup |         |            | 1x        | 2017      |        |       |